# Пуёские языки
Пуёские языки, языки пуё (буё, фую) (кор. 부여, кит. трад. 扶餘, упр. 扶余, пиньинь Fúyú) — гипотетическая группа языков, состоявшая из ряда вымерших языков Кореи, а также современного корейского и японо-рюкюских языков. 
Согласно древнекитайским источникам, языки древних корейских царств Пуё, Когурё, Тонъе, Окчо, Пэкче и, возможно, Кочосон были похожи, но существенно отличались от языка царства Мохэ, а следовательно, от тунгусо-маньчжурских языков.
Собственно язык пуё неизвестен, за исключением небольшого количества слов, очень похожих на лексику силла (который, вероятно, происходил от языка более ранней волны мигрантов из того же северного региона). 

## Классификация пуёских языков
Родственные связи между языками, включаемыми в данную группу, являются спорными. В состав обычно включаются следующие языки:
- Пуёский язык (мёртвый)
  - Когурёский язык (мёртвый)
  - Язык пэкче (мёртвый)
- Силла (язык) (мёртвый)
  - Корейский язык
- Японо-рюкюские языки
  - Японский язык
  - Рюкюские языки

### Японо-когурёская гипотеза
О языке государства Когурё приходится судить главным образом на основании глосс топонимов на территории Когурё в древнейшей корейской хронике «Самгук саги». Многие из этих топонимов прозрачно этимологизируются с привлечением древнеяпонского языка. 
Гипотеза о родстве между японским и когурёским языком, существовавшим в древности на севере нынешней Кореи и на юге Маньчжурии, была впервые предложена японскими исследователями в 1907 году (Симпэем Огурой). Согласно этой гипотезе, предки японцев, основавшие царство Ямато, прибыли в Японию из царства Пуё — предка царства Когурё. Позднее когурёские князья основали также корейское царство Пэкче. В свою очередь, Пэкче поддерживало тесные отношения с Ямато. Кристофер Беквит предполагает, что в тот период японцы всё ещё могли помнить о родстве с другими выходцами из Пуё. Беквит реконструировал около 140 когурёских слов, в основном древние топонимы. В этих словах опознаются морфемы, предположительно родственные японским, в частности, показатели генитива -no и атрибутива -si.

### Гипотеза пуё-силла
В противоположность японо-когурёской гипотезе, ряд лингвистов, в частности, Ким Панхан, Александр Вовин, Дж. М. Анджер считали когурёский язык предком современного корейского. По их мнению, так называемые «японоподобные» топонимы относятся большей частью к центральной части Корейского полуострова и, следовательно, отражают не когурёский язык, а прежний субстрат, на котором говорили аборигены центра и юга Кореи. Позднее было установлено, что значительное число «японоподобных» топонимов, а также числительное, обнаруженное на территории Силла, были также распространены в южной части Корейского полуострова, указанные лингвисты предположили, что когда-то предок японского языка был распространён на территории Корейского полуострова как субстрат корейского языка; Анджер предполагает, что предки культуры Яёй пришли в Японию из центральной и южной Кореи. Данная гипотеза основывается на следующих доводах: «японоподобные» топонимы не были обнаружены ни в северной части Корейского полуострова, ни в юго-западной части Маньчжурии, где находились исторические царства Пуё и Когурё. Напротив, корейские топонимы были равномерно распространены на территории Трёх корейских царств от Маньчжурии до Корейского полуострова. В когурёских надписях встречались морфемы, имеющие аналогичные функции в современном корейском языке, например, показатель финального предиката -ti и номинатива -i.